# Antoine Alexis de Perier de Salvert
Pour les autres membres de la famille, voir Famille de Perier.
Antoine Alexis de Perier de Salvert dit Perier le Cadet,, né le 3 septembre 1691 à Dunkerque et mort le 7 avril 1757 à Versailles, est un cartographe, chef d'escadre, directeur du Dépôt des cartes et plans de la Marine et commandeur de Saint-Louis.

## Biographie

### Famille et origines
Antoine Alexis de Perier de Salvert est né le 3 septembre 1691 à Dunkerque,, fils d'Étienne Perier (1644-1726) et de Marie de Launay. Son père est chevalier de l'ordre royal et militaire de Saint-Louis, capitaine du port de Dunkerque, lieutenant de frégate et capitaine de vaisseau, armateur et marchand au Havre et grand ami du corsaire Jean Bart,. Perier le Cadet est le neveu du premier professeur d'hydrographie du roi au Havre, Georges Boissaye du Bocage,. Il est le frère cadet d'Étienne de Perier.
Il est anobli avec son père et son frère par lettres patentes en octobre 1726,,.

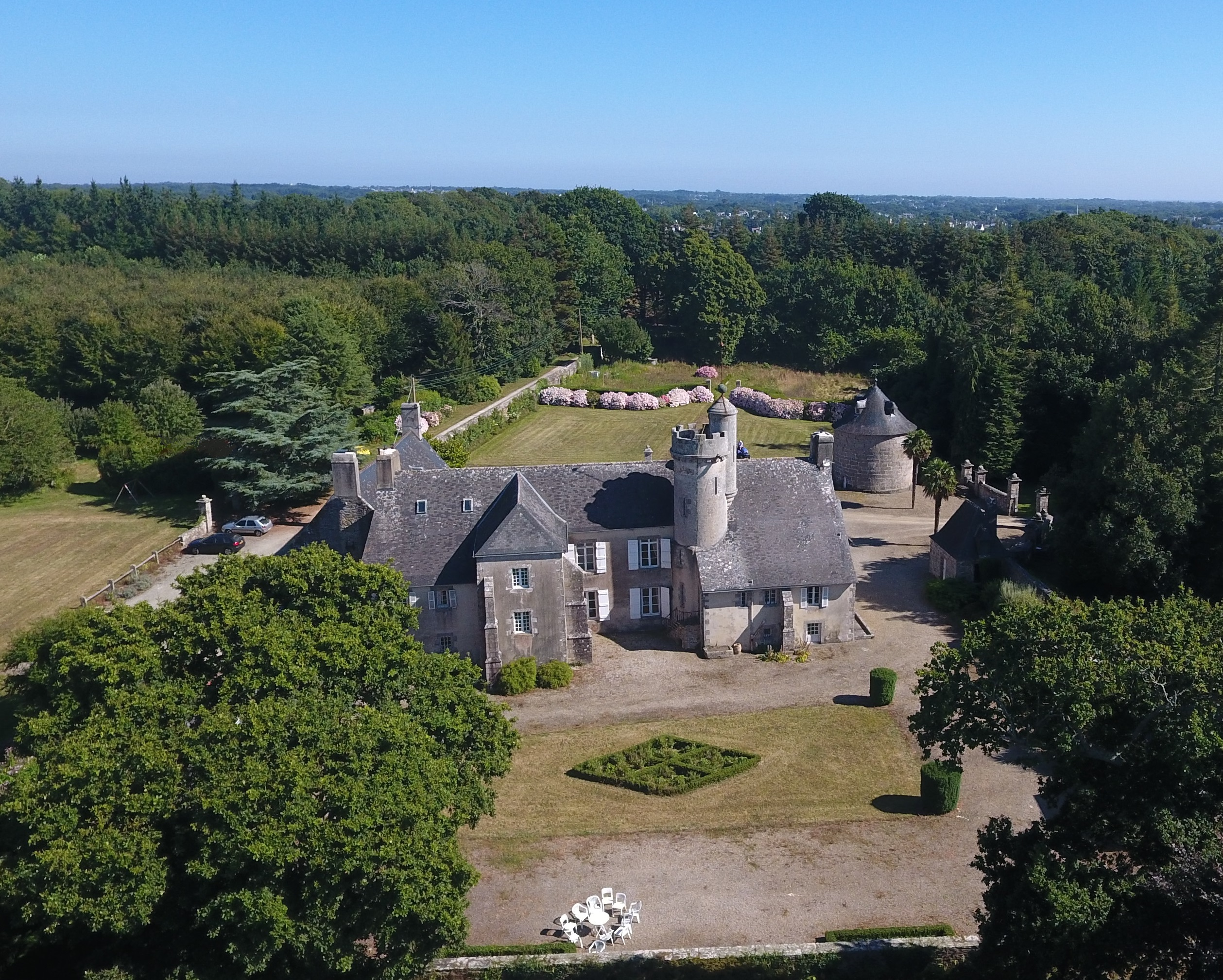
Manoir du Moros, demeure de Antoine Alexis Perier de Salvert à partir de 1728.

En 1729, il épouse Marie Françoise Piotard avec laquelle il se retire à Concarneau au manoir du Moros qu'il a acheté en 1728 à Abraham Duquesne, avec la terre de Kerrichard toute proche. Le 19 mai 1731, son aveu du Moros et de Kerrichard est reçu par le roi. Le Petit Moros est vendue en 1770 par Perier de Salvert à Jean-Baptiste Frollo. Après un violent incendie en février 1794 qui ravage le village de Petit Moros, le Grand Moros est séquestré et vendu comme bien national le 1er octobre 1795, son fils Louis Alexis ayant émigré. Le duc de Penthièvre y est reçu en 1747. Veuf, il épouse en secondes noces, en 1749, Angélique Rosalie de Laduz de Vieuxchamps,, (décédée le 16 juin 1786, à Quimper). De ces deux mariages naissent notamment quatre fils,,, :
- Antoine François de Perier de Moros, né en 1723[25],[26] ;
- Louis Alexis de Perier de Salvert, né du premier lit le 30 mai 1730, au manoir du Moros à Concarneau et mort le 27 juin 1803[27]. Capitaine de vaisseau, il participe notamment à la guerre d'indépendance des États-Unis[28]. Il est ensuite promu chef d'escadre ad honores[21] et fait chevalier de l'ordre royale et militaire de Saint Louis[27]. Il épouse le 11 juillet 1758 Catherine de Gervais à Toulon, dont notamment Louis François Achille Perier de Salvert, et émigre lors de la Révolution française[29],[30], i ;
- Étienne Alexis de Perier de Salvert, né en 1724[25]. Officier de plume dans la Marine royale, il tombe en démence pour être enfermé dans le couvent des chanoines de la Sainte-Trinité à Rouen, où il décède sans postérité[21],[22],[31] ;
- Éléonor Jacques Marie Stanislas de Perier de Salvert, né du second mariage le 14 octobre 1748 à Brest et tué à la bataille de Gondelour le 21 juin 1783[21]. Il est lieutenant de vaisseau, chevalier de l'ordre royal et militaire de Saint-Louis, membre de l'Académie royale de Marine et franc-maçon haut gradé. Il épouse en 1770 Pauline Bigot de Morogues, mariage sans postérité[32].

Antoine Alexis de Perier ajoute le nom de Salvert à son patronyme vers 1724 ou avant,. La seigneurie de Salvert, proche de Toulon, avait été acquise par dot par son père en 1684.

### Carrière (1701-1757)

#### Premières armes (1701-1720)

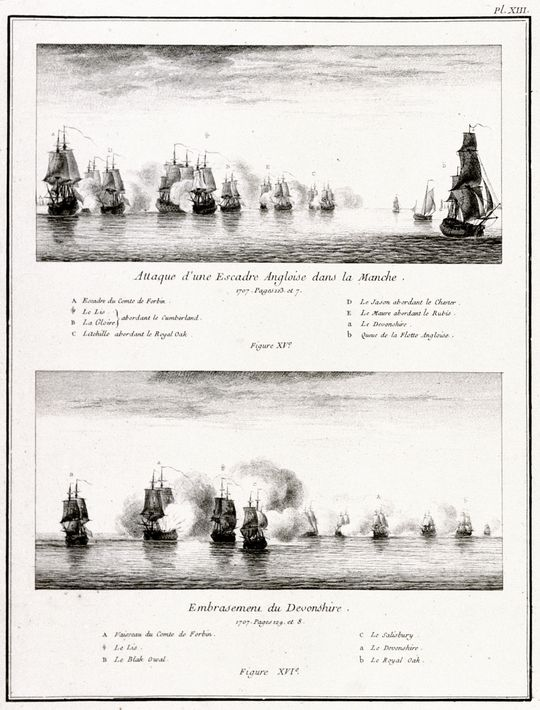
Bataille du cap Béveziers (1707). On y voit notamment le Jason, sur lequel naviguera Perier le Cadet.

Perier le Cadet commence à naviguer en 1701 sur l’Amphitrite et la Découverte. En 1702, il s'embarque en qualité de volontaire sur une frégate chargée d'espionner les côtes anglaises, puis dans l'escadre du Nord (dissoute en 1710) commandée par Jean Bart (mort cette même année 1702), en compagnie de son fils, Jean-Louis Bart, dans laquelle il prend part à plusieurs combats. Il navigue sur le Milford en 1702, le Droit en 1703, le Salisbury en 1704 et l’Héroïne en 1704 et 1705. Il est âgé de onze ans. Nommé garde-marine le 20 mai 1705, il se trouve ensuite enseigne sur plusieurs navires corsaires et prend part à trois combats.
Il s'embarque sur le Jersey. Pendant six mois, ce vaisseau fait la course et livre trois combats. En 1706, le Jersey intègre l'escadre de Forbin à Dunkerque. Le 12 juin, l'escadre est en vue de l'île de Saint-Kelda : elle aperçoit deux gros navires de la compagnie hollandaise gagnant les Indes, et les capture dès le lendemain. La même année, trois convois hollandais sur les six qui escortaient une flotte de Baltique sont capturés ou brûlés.

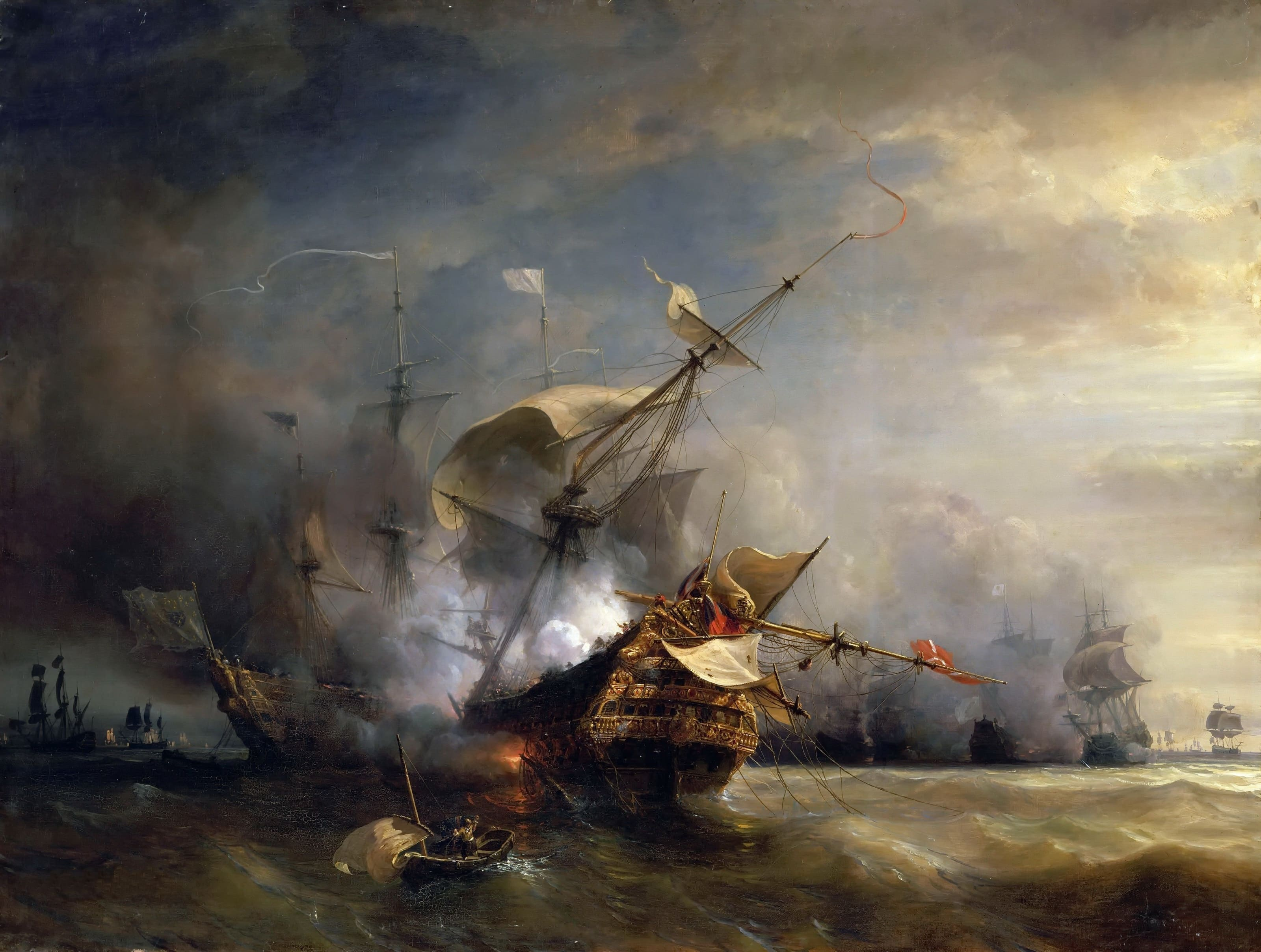
Bataille du cap Lizard (1707) vue par Théodore Gudin, XIXe.

En mars 1707, l'intendant de la Marine Duguay-Trouin met en état une escadre. Perier le Cadet y est garde-marine sur le Prothée de 46 canons. La flottille quitte Dunkerque le 11 mai, elle est rejointe le lendemain par quatre navires corsaires dunkerquois. Le 13 mai, Perier le Cadet est blessé d'une forte contusion à l'épaule au cours de la prise de deux bâtiments anglais, l'Hamptoncourt et le Grafton. La flotte brûle ensuite les flottes anglaises et hollandaises en Moscovie. À son retour, elle se joint à l'escadre de Duguay-Trouin avec laquelle elle combat une flotte anglaises escortée par cinq vaisseaux de guerre : trois sont pris et un quatrième est brûlé. L'escadre rentre à Dunkerque le 14 mai avec 22 prises : Perier est ramené dans sa famille. Le 10 juin, Perier s'est remis et reprend la mer à bord du Prothée sous les ordres de Forbin. La flotte se dirige vers le Nord et parcourt les côtes de la Russie, de la Norvège et du Danemark. L'escadre rentre à Dunkerque le 23 juin 1707, ayant capturé 33 navires. Ravitaillée, l'escadre met les voiles le 19 octobre. Le 21, elle attaque une flotte de 120 à 130 voiles partie d'Angleterre pour Lisbonne : trois navires de guerre anglais et d'autres bâtiments de commerce sont capturés.
En janvier 1708, il reçoit le commandement d'une frégate d'une escadre devant opérer un débarquement en Angleterre. Il est porté à l'ordre du jour pour la valeur dont il fait preuve dans un combat contre un navire corsaire.

Après avoir navigué sur le Château de Delphes, Perier passe en septembre 1708, en qualité d'officier, sur le Blackwell, qui fait de nombreuses prise. L'une d'elles lui est confié, et il combat deux corsaires anglais qui parviennent à lui échapper. 

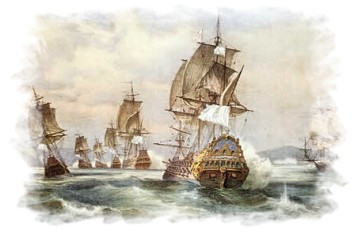
L'escadre de Duguay-Trouin dont fait partie Perier le Cadet, en 1711.

Promu lieutenant en 1709, Perier reçoit de Claude de Forbin le commandement d'une prise anglaise qu'il a pour mission de ramener en France.
Arrivé à destination, il reçoit le commandement d'un brigantin, avec lequel il s'empare en 1709 d'un corsaire d'Ostende près de Douvres, et d'un navire chargé de canons dont ce corsaire s'était emparé dans la rade de Dunkerque.
À son retour à Dunkerque, Perier passe sur le Zéphyr de 24 canons dont il obtient le commandement. Il livre à son bord de nombreux combats dans les derniers mois de 1709 et enlève huit navires à l'abordage. Promu sous-lieutenant de grenadiers en 1710 à Ypres, Perier est blessé lors d'un combat contre un corsaire de Flessingue de 46 canons, par une balle perdue au bas-ventre. Pour autant, il ne quitte pas son navire. En 1711, le Zéphyr est détruit et Perier fait prisonnier par les Anglais durant six mois. Après cette captivité consacrée à l'étude, Perier rentre chez lui en avril 1712.
Nommé capitaine corsaire à bord du navire le Lion en mai 1712, il fait 38 prises dont un corsaire d'Ostende, capturé de nuit à l'abordage.
En 1713, il passe sur le Grafton de 70 canons qui gagne Brest. De là il se rend au Havre d'où il part en campagne, à bord du Graphton, à la côte de Guinée et à Saint-Domingue en 1714 et 1715,. Il prend une frégate anglaise de 18 canons chargée de 150 noirs.
En 1716 il commande une frégate de 30 canons pour la Compagnie du Sénégal : il chasse les pirates du fleuve Gambie.

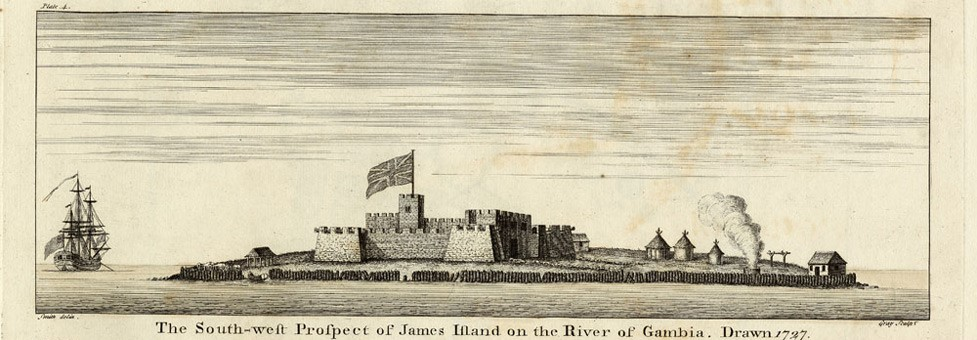
Fort Saint-Jacques en Gambie (1727)

À la fin de l'année 1719, il reprend le fort Saint Jacques, sur l'île James sur le fleuve Gambie. Il avait été mis à sac puis abandonné par le pirate Howell Davis plus tôt dans l'année. Davis, s'étant fait passer pour un corsaire afin de dupper le commandant du fort, est convié à un dîner de bienvenue. Il se révèle, capture le fort et demande une rançon. Il obtient la somme de 2000 livres, avant de poursuivre ses actions à Principe où il est tué dans une embuscade.
En 1720 il commande le Neptune de 10 canons. Garde-marine de la Compagnie des Indes de 1721 à 1724, il est promu enseigne le 16 août 1721,.

#### Expéditions d'Arguin et de Portendic (1721 et 1724)

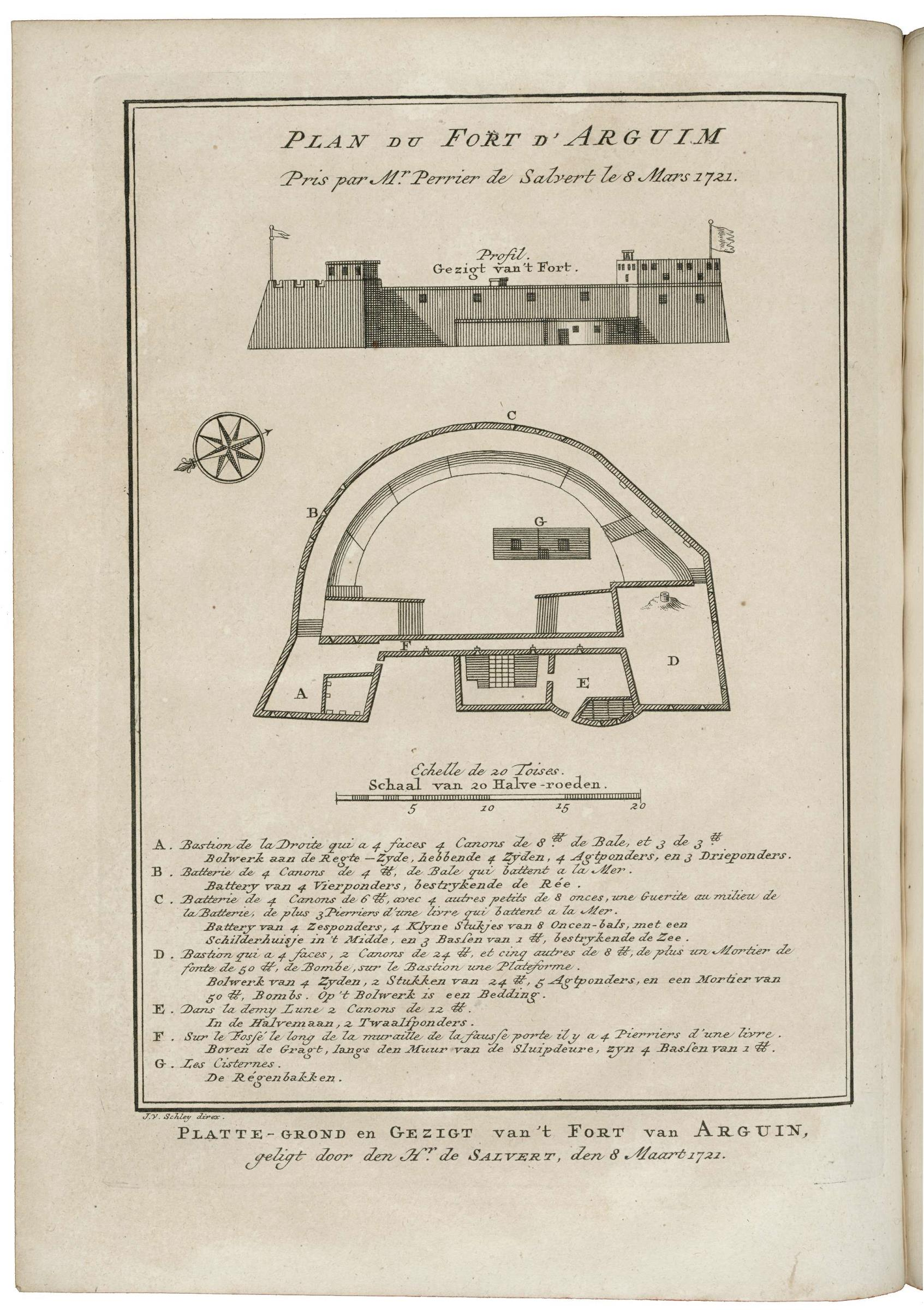
Plan du fort d'Arguin par Perier de Salvert, 8 mars 1721.

En 1721, Perier de Salvert commande la prise d'Arguin.
Entre 1721 et 1722, Perier capture un grand nombre de vaisseaux anglais et hollandais sur la côte d'Afrique.

Carte particulière de la côte occidentale de l'Afrique depuis le Cap Blanc jusqu'au Cap Vert, faite par Perier de Salvert en 1721, corrigée en 1725 et 1739.

À son retour en 1722, Perier est attaché jusqu'en 1723 à la direction des travaux du port et de la rade de Roch-Yan, transformés en citée maritime de Lorient.
En 1724, il commande la prise d'Arguin. Lors de la même expédition, il commande la prise de Portendic.
En 1725, il croise entre l'Afrique et l'Amérique sur le Prince de Conty qu'il commande. La même année, (ainsi qu'en 1739), Perier dessine des cartes de la région d'Arguin.
En 1726, Antoine Alexis Perier de Salvert est anobli avec son père Étienne Perier et son frère Étienne II Perier, par lettres patentes du roi Louis XV.
Perier conduit du Havre à Brest la frégate la Gloire, avant de passer sur le vaisseau le Neptune pour une campagne de six mois en 1727.

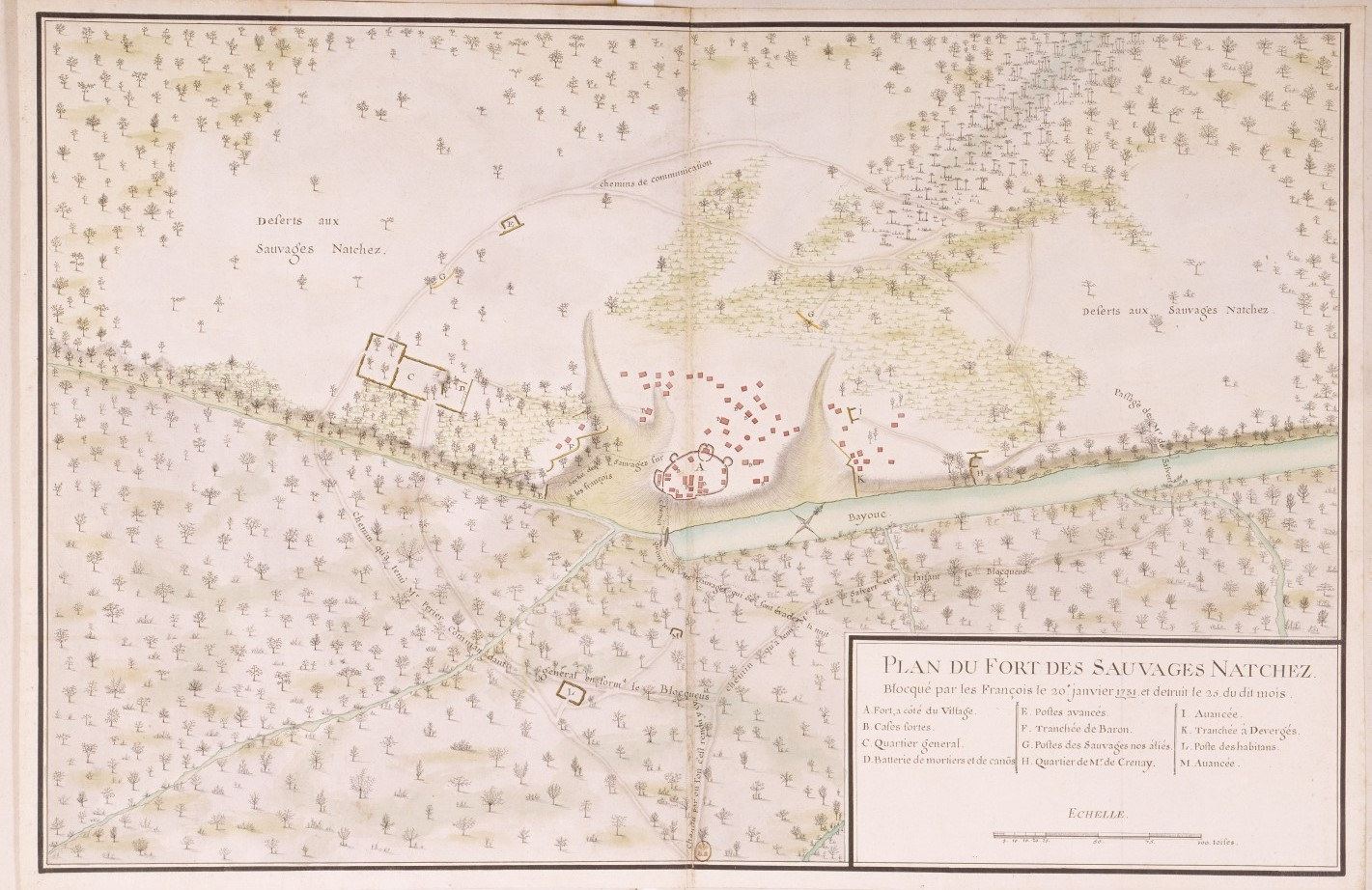
Plan du siège du Grand Village des Natchez en 1731.

#### Expédition en Louisiane et campagne au Sénégal (1730-1733)
Perier de Salvert est promu lieutenant de vaisseau le 1er avril 1730, et reçoit le commandement de la flûte la Somme. Nommé lieutenant du roi au gouvernement général de la Louisiane, il s'embarque pour l'Amérique avec des troupes de renfort. Le 13 novembre 1730, Perier de Salvert arrive à La Nouvelle-Orléans. Sur place, il s'attire aussitôt, par sa haute fermeté, l'estime et l'amitié de tout le monde. La révolte des Natchez avait éclaté en 1729 en Louisiane, et son frère, le gouverneur de cette colonie, doit y mettre un terme. Perier de Salvert est nommé commandant en second de l'expédition punitive contre les Natchez. Perier l'Aîné divise les effectifs en trois corps. Perier de Salvert en commande le premier, composé de 150 soldats de la Marine et 40 hommes d'équipage,,.
Leurs établissements son rasés,,. Mais les Natchez sont encore loin d'être exterminés : à peine Perier de Salvert a-t-il quitté La Nouvelle-Orléans que des guerriers Natchez retournent en guerre contre les Français.
Après plus d'une année de repos dans sa famille, Perier part en campagne en 1733 pour six mois à la côte du Sénégal. D'abord capitaine en second du Griffon, il devient commandant de la Méduse,.

#### Expédition et siège de Dantzig (1734)

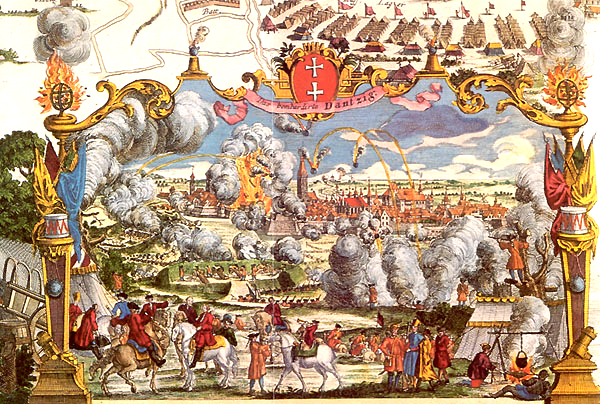
Siège de Dantzig, en 1734.

Perier passe sur le Fleuron du sieur de Beauharnais et part en expédition pour Dantzig, sous les ordres de Dubois de La Motte. L'escadre transporte 1 500 hommes. Une fois l'escadre arrivée, son commandant, voyant de nombreux bataillons russes et allemands, se réfugie à Copenhague. Indigné, Louis de Bréhan de Plélo conduit lui-même les troupes à Dantzig. Les combats sont très violents et les Français capitulent face aux Russes. Presque toute la Marine française est contrainte de désarmer pour les quatre années suivantes.

#### En campagne au Maroc et en Guinée (1738-1744)

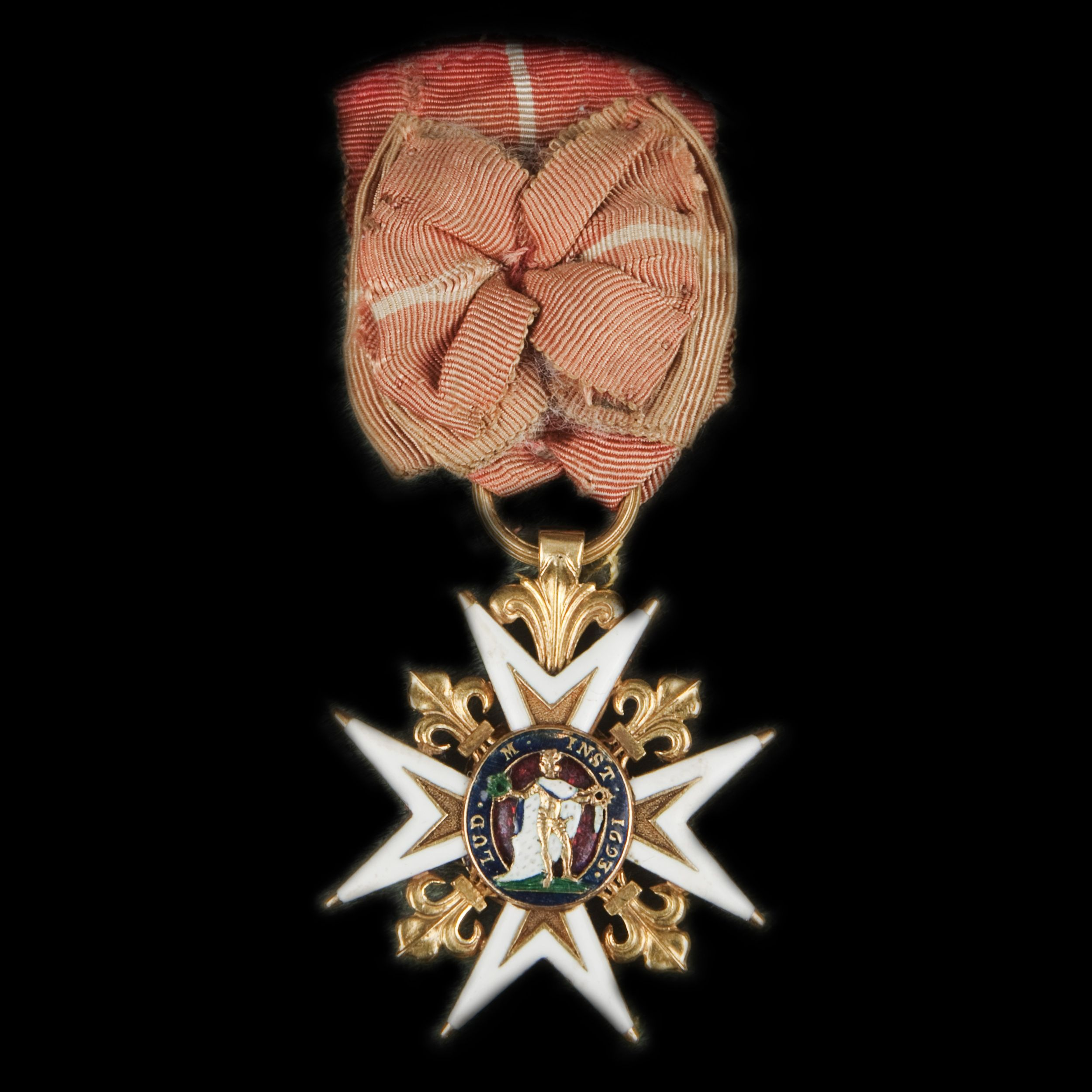
Décoration de chevalier de l'ordre royal et militaire de Saint-Louis, XVIIIe siècle.

Après quatre ans d'inactivité, Perier est nommé commandant de la frégate l'Astrée de 30 canons, en 1738. Le 3 mars, Maurepas lui fait parvenir un ordre du roi lui confirmant sa destination pour le Maroc. Il sillonne à son bord la côte de Guinée pour protéger des Anglais le commerce de la Compagnie. Il est nommé chevalier de l'ordre royal et militaire de Saint-Louis le 13 mai 1738. En 1739, l'Astrée se dirige vers la côte du Maroc pour combattre les pirates barbaresques de Salé et de Larache. Perier y détruit leur navire amiral, sécurisant ainsi le commerce et la navigation marchande dans la région,.

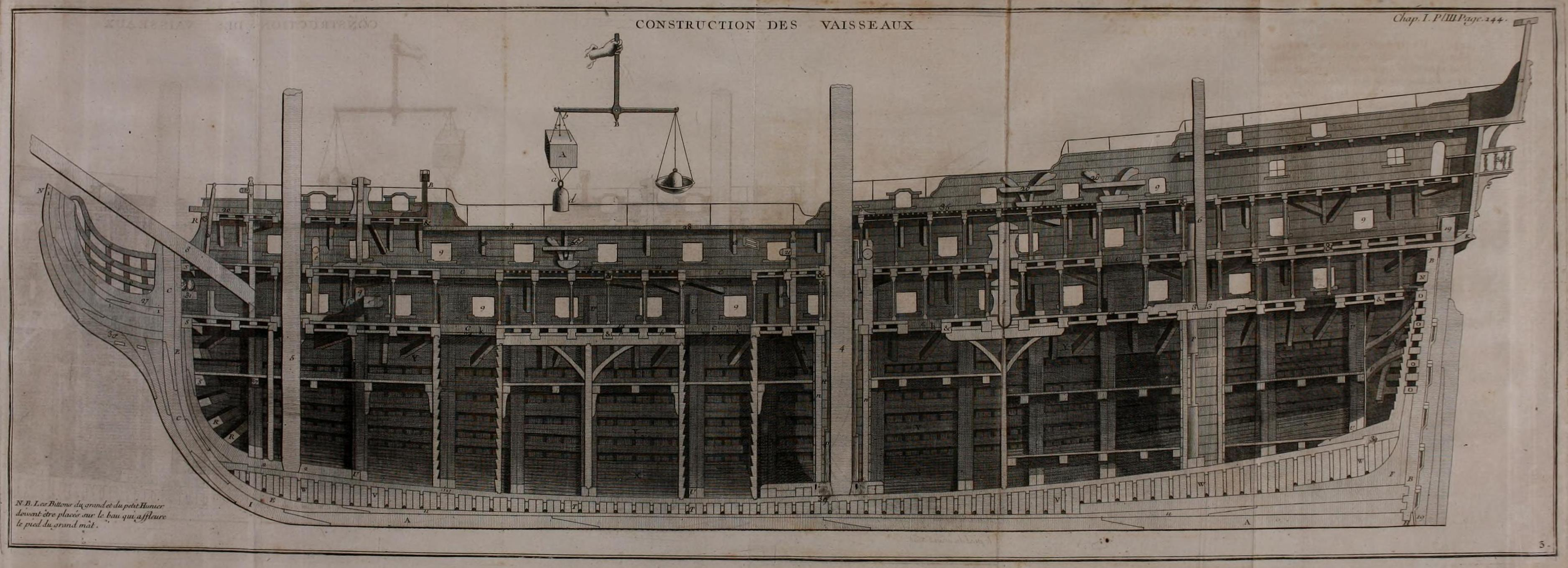
Coupe d'un vaisseau de guerre de 70 canons, du même type que le Dauphin Royal dont Perier le Cadet prend le commandement en 1744.

En 1740, Perier s'embarque sur le Juste, un navire de l'escadre du vice-amiral Antoine-François de Pardaillan de Gondrin, en partance pour l'Amérique. Une violente tempête fait couler à fond de nombreux bâtiments de l'escadre. Le Juste revient en France le 1er mai 1741. Perier est nommé capitaine de vaisseau à son retour en 1741.
En 1743, il s'embarque sur le Dauphin Royal, dont il devient le commandant en mars 1744.

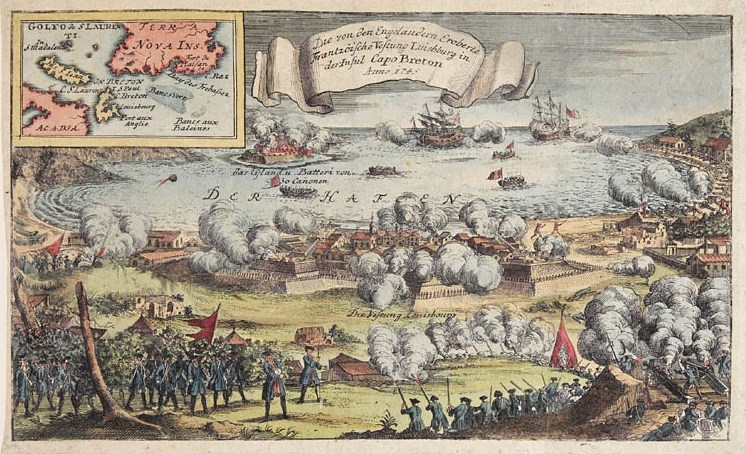
Prise de Louisbourg par les Anglais, en 1745.

#### Expédition pour Louisbourg annulée (1745)
Le 15 mai 1745, Maurepas désigne Perier de Salvert, réputé « le meilleur officier de marine en France », gouverneur de l'Île-Royale, dont Louisbourg est alors la capitale, en remplacement de Abraham Duquesne,.
Sa mission consiste à prendre en charge le gouvernement jusqu'à l'arrivée du nouveau gouverneur et faire un rapport sur la situation de la forteresse. Si Louisbourg était tombé, Perier de Salvert devait revenir en France avec les informations les plus précises qu'il pourrait obtenir sur l'incident. L'arrivée de la Société et de la Renommée avec des nouvelles définitives du blocus de Louisbourg convainc le gouvernement français d'envoyer cinq navires de guerre supplémentaires sous les ordres de Perier de Salvert. Il reçoit ainsi le commandement d'une escadre pour secourir la ville.
Cette escadre se compose du Bizarre, du Dauphin Royal, de l'Espérance, de l'Aquilon et de la Comète, ainsi que de l'Argonaute. Guy François de Kersaint arrive en France et demande des secours pour entrer dans Louisbourg. Il reçoit l'ordre d'attendre l'escadre de Perier de Salvert aux Grands Bancs de Terre-Neuve, où il se rend aussitôt.
Cependant, l'équipement de cette puissante force prend du temps et elle ne s'apprête à quitter Brest que le 16 juillet 1745. Mais Perier de Salvert monte à bord du Mars, et après quelque temps, l'escadre est contrainte de faire demi-tour, le Vigilant qui vient de partir pour l'Amérique ayant été pris,. Ne pouvant atteindre Louisbourg pour y prendre ses fonctions de commandant, Louis Du Pont Duchambon de Vergor occupe ce poste à sa place. Pendant que ces préparatifs sont faits en France pour sécuriser Louisbourg, les habitants de la forteresse endurent l'agonie d'un siège sans répit, opéré par les Anglais.

#### Expédition pour le Canada (1747)
En 1747, il commande le Northumberland (la même vaisseau pris trois ans plus tôt par son frère aux Anglais), ainsi qu'une nouvelle escadre pour secourir le Canada - dont le coût s'élève à 180 588 livres. Sur ce vaisseau, il conduit La Galissonnière au Canada malgré la chasse que lui donnent les Anglais. Arrivé dans la colonie, il remplit sa mission. En récompense, il est nommé commissaire général d’artillerie le 17 février 1750. 

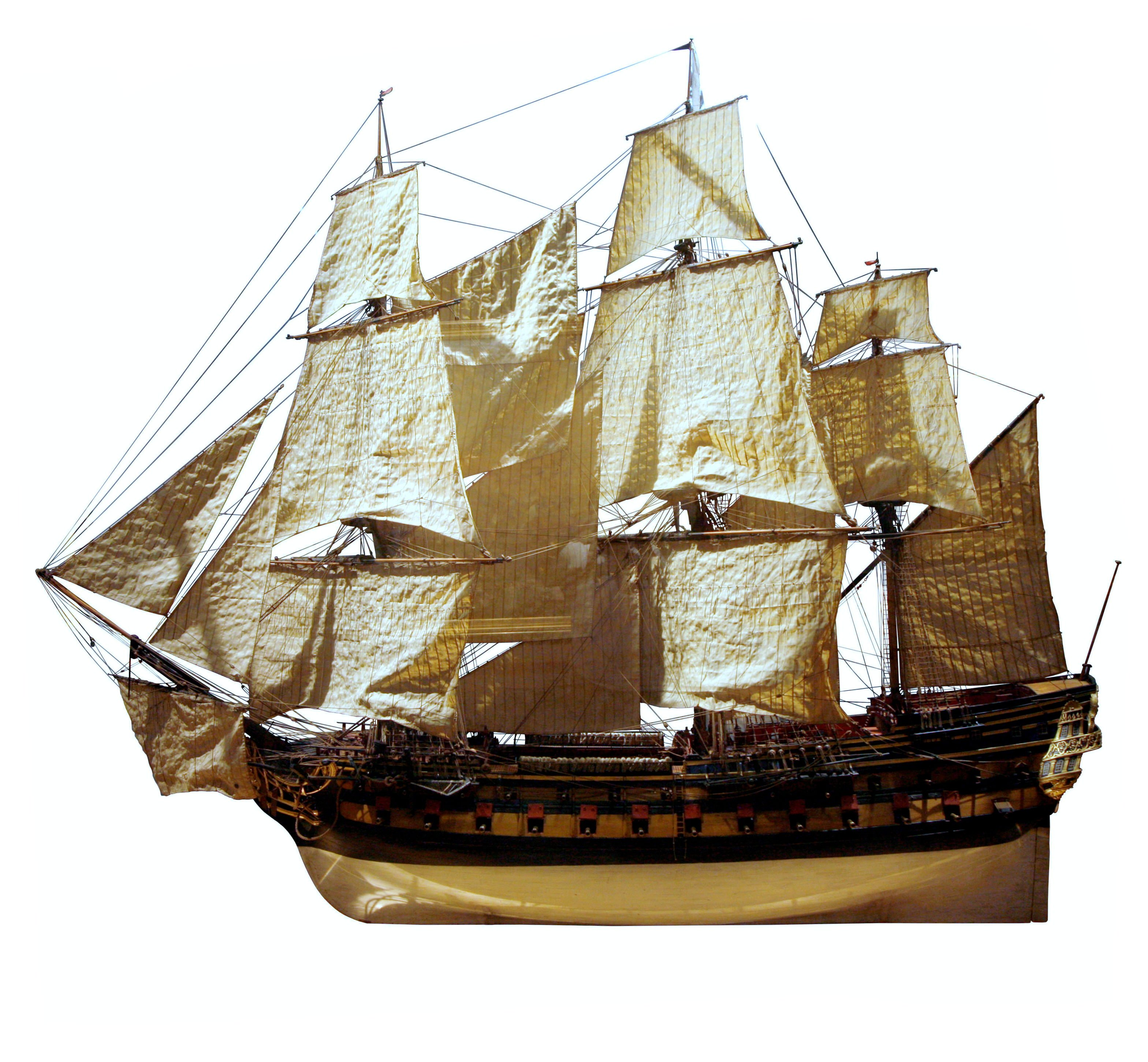
Modèle réduit d'un vaisseau de 64 canons du même type que le Bizarre.

En 1751, il prend le commandement du vaisseau le Lys, puis de l'Alcyon, et d'une division, armée à Brest en début d'année, sur les côtes de Guinée. La même année, il est à la tête d'un escadre forte de deux vaisseaux de ligne et d'une frégate et gagne le Ghana où il est chargé de construire un fort à Anomabu. Mais les Anglais sont avertis de cette expédition et lancent à ses trousses une escadre commandée par le capitaine Buckle. Buckle retrouve Perier au Ghana, où ce dernier est occupé à commercer avec les Ghanéens. L'Anglais envoie à Perier un message l'avertissant que la poursuite de ses activités pourrait déclencher une guerre. Devant ces risques importants, Perier est contraint de se retirer.
Promu chef d'escadre des armées navales à son retour le 1er septembre 1752, il reçoit le commandement du navire le Bizarre de 64 canons,.

#### Nouvelle expédition pour Louisbourg (1755)

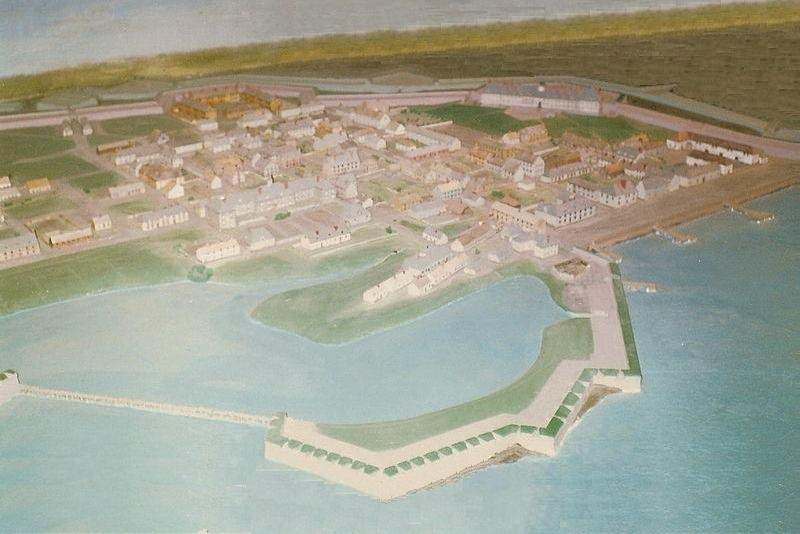
Maquette de Louisbourg en 1758.

En 1755, il commande une division de l’escadre de Dubois de La Motte protégeant un corps expéditionnaire, composé des régiments d'Artois et de Bourgogne, envoyé porter à nouveau secours au Canada et à Louisbourg,. Sa division se compose des vaisseaux le Bizarre, la Comète, le Défenseur, le Dauphin Royal, l'Espérance et l'Aquilon. L'escadre quitte Brest le 3 mai. Il invente à cette occasion, pour son escadre, un nouveau système de signaux de communication.
Parvenu au banc de Terre-Neuve, Dubois de La Motte détache Perier de Salvert de son escadre avec le Bizarre, qu'il commande jusqu'en 1756, et avec cinq autres bâtiments, afin de rejoindre Louisbourg, qu'il atteint le 14 juin.
Troupes et matériel sont débarqués. Perier de Salvert reste au port d'Île-Royale jusqu'au 19 septembre, espérant que l'escadre de Dubois de La Motte le rejoindrait. En effet, ces forces supplémentaires lui seraient d'une grande aide pour passer le barrage britannique, au large des côtes de l'île du Cap Breton, une fois venu le temps de retourner en France.
En attendant son arrivée, Perier ne perd pas son temps. Il occupe ses hommes à renforcer les défenses de Louisbourg. Ses charpentiers navals établissent de nouvelles plateformes pour l'artillerie, et ses marins s'attachent à remettre en état des batteries côtières. Mais le commandant Perier de Salvert ne se limite pas à la restauration. Il fait construire une toute nouvelle batterie, la « Batterie de Salvert ». Cette batterie côtière, située à ces coordonnées, sur la pointe Rochefort à Louisbourg, abritait une dizaine de gros canons et un fourneau portatif pour chauffer les boulets afin de mettre le feu aux navires ennemis.
Le 31 août, il renvoie en France la Comète sous les ordres de Charles Claude de Ruis-Embito. Par ailleurs, Perier laisse à Louisbourg les vaisseaux l'Espérance et l'Aquilon jusqu'à la mi-octobre, à la demande de Augustin de Boschenry de Drucourt qui craint pour la sécurité de la ville.
Le lendemain de son départ, le 20 septembre, avec le Bizarre, le Défenseur et le Dauphin Royal, Perier de Salvert est pris en chasse par cinq vaisseaux anglais. Mais le Bizarre étant le seul vaisseau armé en guerre, il n'est pas question de combattre dans ces conditions. Pourtant, Perier de Salvert hésite lorsqu'un anglais se trouve à portée de canon. Il indique dans son rapport au ministre : « C'est dans cet instant, Monseigneur que j'ay ressenti bien amairement ma situation, car il y avoit un parti à prendre que je n'ay pas pu hasarder par prudence et sans nécessité ». Il note par ailleurs : « l'affligeante nécessité où nous sommes depuis longtemps de fuir à la mer devant les anglois ou d'être accablés par le nombre ». Ce sont les qualités marines des navires et sans doute aussi celles de manœuvriers des marins français qui vont les sauver. Bien que les Anglais soient situés au vent lorsque les deux divisions se découvrent à 5 heures du matin, le Défenseur et le Bizarre parviennent à gagner le vent.
Ils s'échappent au plus près vers 3 heures de l'après-midi. Le Dauphin Royal, quant à lui, met à profit ses qualités au grand largue et les deux anglais qui le poursuivent lèvent la chasse à 6 heures du soir. Seul, il traverse l'Atlantique sans mauvaise rencontre et mouille en rade de l'Ile d'Aix le 11 octobre. Le 9 décembre 1755, le Défenseur et le Bizarre qui ont navigué de conserve, rentrent à Brest. L'Aquilon quitte Louisbourg le 16 octobre et regagne la France sans autre problème que le mauvais temps. Son commandant, M. Froger de la Rigaudière, fait jeter l'ancre à Belle-Ile le 6 Novembre. Perier de Salvert déjoue ainsi les escadres anglaises à l’aller comme au retour.

#### Mémoire et promotions (1756-1757)
Le 31 janvier 1756, la Cour ordonne l'armement de trois escadres à Brest. L'une d'elles est confié à Perier de Salvert. Le 2 mai, il parvient à la tête de cette unité sur la côte de Saint-Domingue. Sa réputation le précède : ayant appris son arrivée, tous les vaisseaux de guerre anglais croisant dans les environs prennent la fuite.

Il est chargé en juin 1756 d'une mission d'inspection des côtes de la Manche avec le maréchal de Belle-Isle,. Il se rend à Saint-Vaast-la-Hougue et y dresse le projet de construction d'un grand port militaire,, au sujet duquel il rédige avec Antoine Choquet de Lindu un Mémoire sur l'établissement d'un port et d'un arsenal de la marine à La Hougue,,. Le premier octobre, il rentre à Brest à la tête d'une escadre de six vaisseaux. 

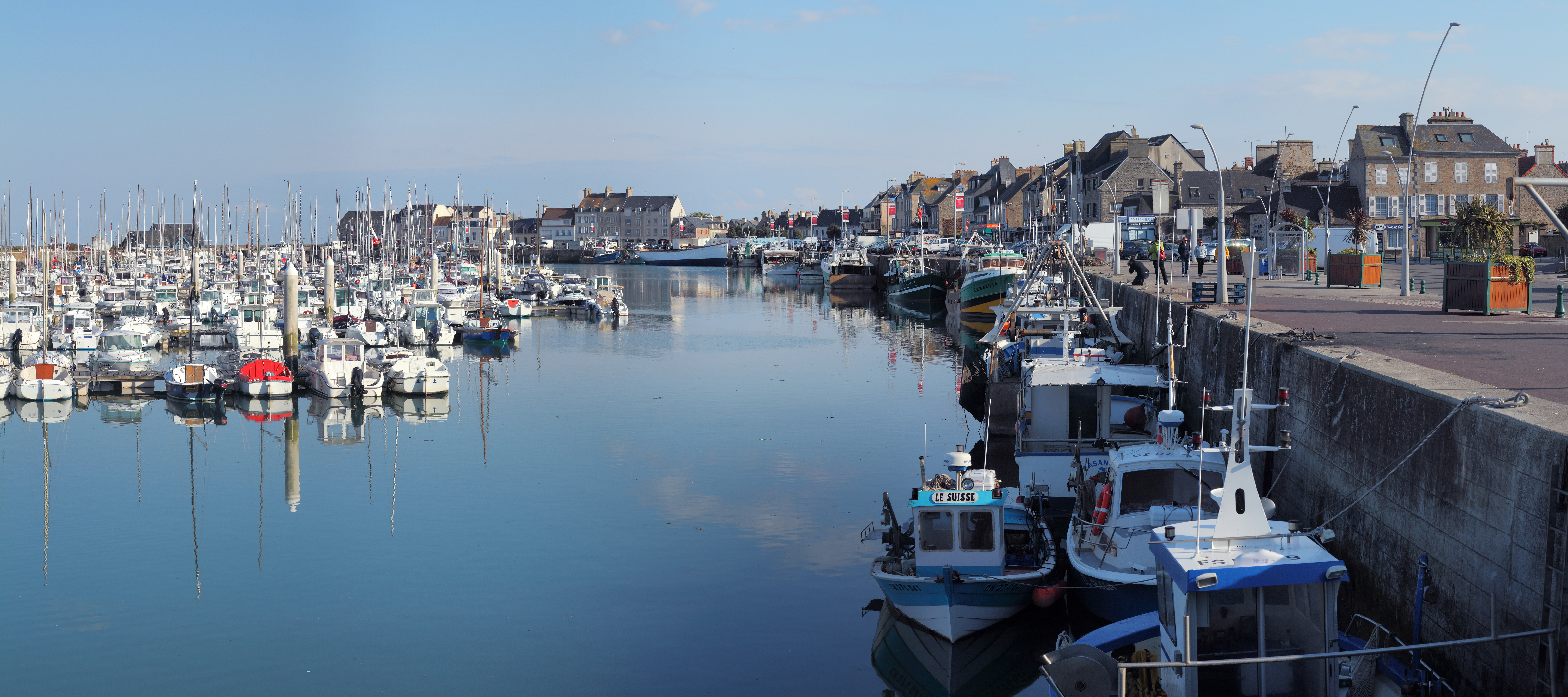
Port de plaisance de Saint-Vaast-la-Hougue. Le port ne sera construit que 72 ans après le mémoire de Perier de Salvert et Choquet de Lindu (1756), à partir de 1828.

Le 19 juin 1756, Antoine Alexis Perier de Salvert est nommé commandeur honoraire de l'ordre royal et militaire de Saint-Louis, avec une pension de 3000 livres sur les caisses de cet ordre, puis est attaché au conseil du ministère de la Marine à Versailles, par le roi. Il travaille alors à la restauration du port de Dunkerque.
Louis XV le nomme commandeur de l'ordre royal et militaire de Saint-Louis le 19 octobre 1756, puis directeur du Dépôt des cartes et plans de la Marine, le 19 novembre de la même année.
En 1757, il envoie les vaisseaux le Bizarre et le Célèbre à l'Île-aux-Coudres, pour protéger le Canada contre les Anglais. Malheureusement ces vaisseaux entraînent de grandes dépenses inutiles, car ils ne peuvent pas défendre Québec, étant bloqués par les vents.

### Décès et funérailles

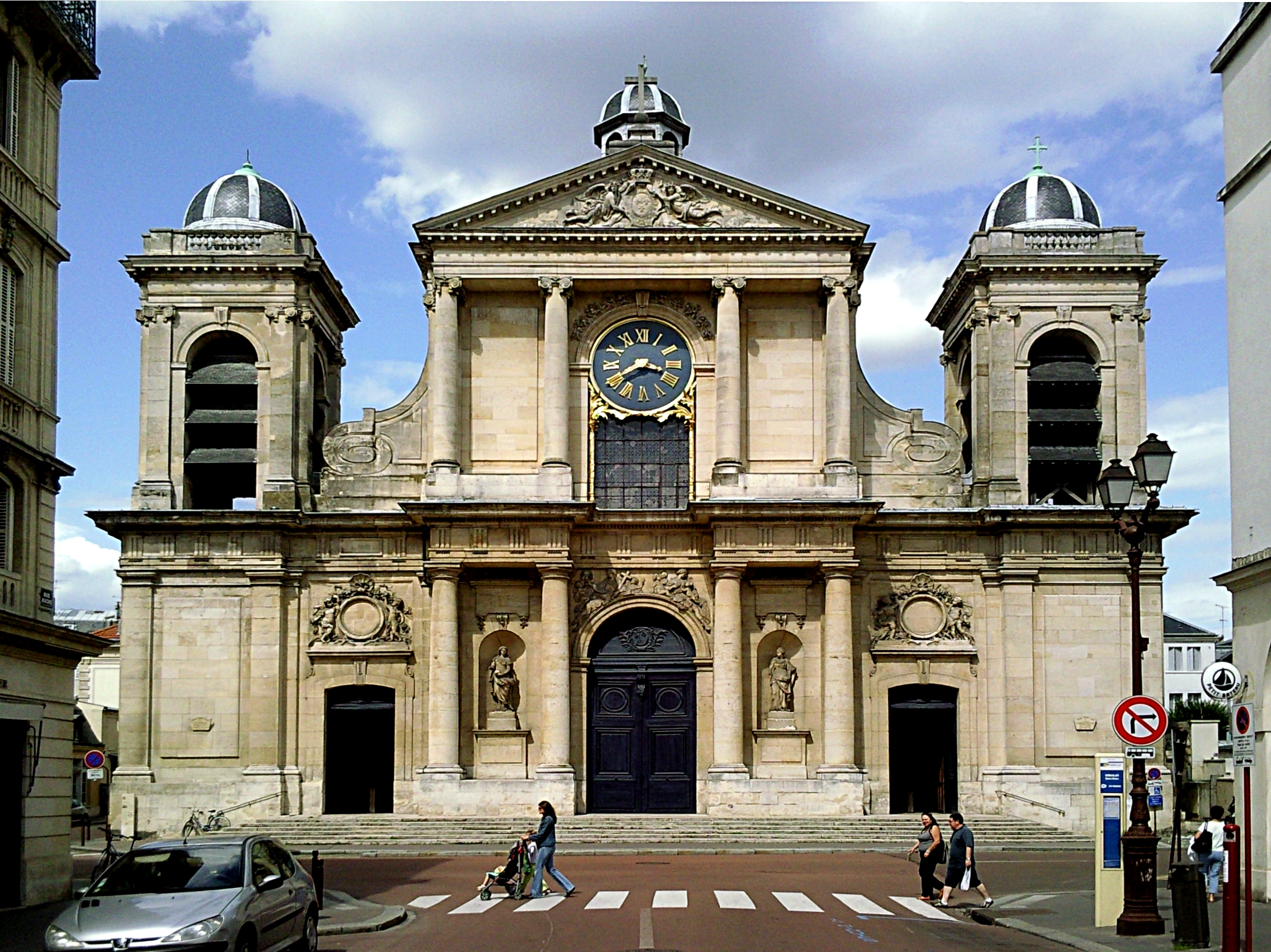
L'église Notre-Dame de Versailles, où repose Antoine Alexis de Perier de Salvert.

Antoine Alexis Perier de Salvert meurt subitement à Versailles le 7 avril 1757 après trois jours de maladi,,,, (le duc de Croÿ indique avoir travaillé avec lui en avril 1757 quatre jours avant sa mort).
Il est inhumé le lendemain en l'église Notre-Dame de Versailles en présence des premiers officiers de la cour du roi et avec tous les honneurs dus à son rang. Lors de la cérémonie, un détachement de Garde du corps du roi et de gendarmes fait trois décharges à blanc sur la fosse.
Dans une notice qu'il lui consacre, Raymond de Bertrand écrit à son sujet : « Si Dieu ne l'avait pas si prématurément enlevé de ce monde, on aurait vu M. Perier de Salvert devenir successivement, en peu d'années, lieutenant-général des armées navales du roi, vice-amiral et ministre de la Marine ».
Il laisse le souvenir d'un grand marin, au cœur bon et très attaché à Dunkerque, sa ville natale.

### Distinctions
- Chevalier de l'ordre royal et militaire de Saint-Louis (13 mai 1738)[22],[112].
- Commandeur de l'ordre royal et militaire de Saint-Louis (19 octobre 1756)[22],[112].

## Vestiges
Construite en 1755 sous l'impulsion de Perier, une batterie située ici, sur la pointe Rochefort à Louisbourg, s’appelait « Batterie de Salvert ». Cette batterie côtière abritait une dizaine de gros canons et un fourneau portatif pour chauffer les boulets afin de mettre le feu aux navires ennemis. En 1758, cette batterie est jugée « en bonne condition » par François Grillot de Poilly. Bien que rasée par l'érosion, le site où elle se tenait est encore visitable.

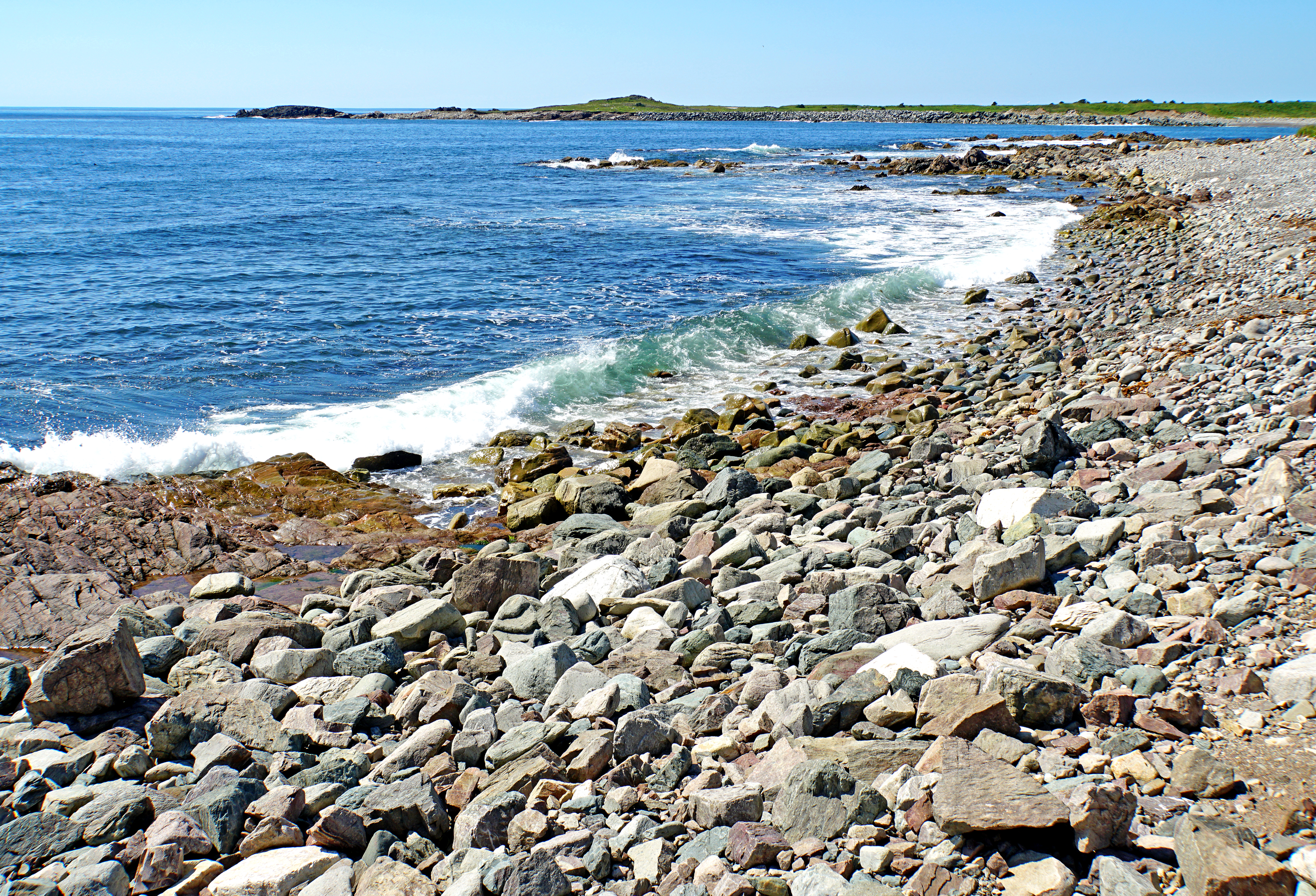
Environs du site de la « Batterie de Salvert » à Louisbourg.

### Principaux ouvrages
- Jean-Baptiste Labat, Nouvelle relation de l'Afrique occidentale (tome premier), Paris, Guillaume Cavelier, 1728 (lire en ligne), p. 94 à 107
- Jean-Christian Petitfils, Louis XV, Place des éditeurs, 2018
- Raymond de Bertrand, Notice historique sur Antoine-Alexis Perier de Salvert dans Mémoires de la Société dunkerquoise pour l'encouragement des sciences, des lettres et des arts, Société dunkerquoise pour l'encouragement des sciences, des lettres et des arts, 1862 (lire en ligne), p. 229
- Olivier Chapuis, À la mer comme au ciel, Presses Paris Sorbonne, 1999, 1060 p. (lire en ligne), p. 775
- Raymond de Bertrand, Mémoires de la Société dunkerquoise pour l'encouragement des sciences, des lettres et des arts, Société dunkerquoise pour l'encouragement des sciences, des lettres et des arts, 1862 (lire en ligne), p. 229-263
- Philippe Haudrère, Les flottes des Compagnies des Indes : 1600-1857, Service historique de la marine, 1996
- Alain Cabantous et Jacky Messiaen, Gens de mer à Dunkerque aux XVIIe et XVIIIe siècles, 1977
- Jonathan R. Dull, The French Navy and the Seven Years War, 2005
- Émile Bouchet, Histoire populaire de Dunkerque, 1871, J. Liénard, (lire en ligne), p. 218
- Michel Vergé-Franceschi, Les Officiers généraux de la Marine royale : 1715-1774, Librairie de l'Inde, 1990, p. 268 et suiv.
- Michel Vergé-Franceschi, La Marine française au XVIIIe siècle : guerres, administration, exploration, Paris, SEDES, coll. « Regards sur l'histoire », 1996, 451 p. (ISBN 2-7181-9503-7)
- Michel Vergé-Franceschi (dir.), Dictionnaire d'histoire maritime, Paris, éditions Robert Laffont, coll. « Bouquins », 2002, 1508 p. (ISBN 2-221-08751-8 et 2-221-09744-0)
- Étienne Taillemite, Dictionnaire des marins français (nouvelle édition revue et augmentée), Paris, éditions Tallandier, 2002, 573 p. (ISBN 2-84734-008-4), p. 414-415
- Rémi Monaque, Une histoire de la marine de guerre française, Paris, Éditions Perrin, 2016, 526 p. (ISBN 978-2-262-03715-4, BNF 45021390)